# Институт физики микроструктур Общества Макса Планка
Институт физики микроструктур Макса Планка (англ. The Max Planck Institute of Microstructure Physics)— научно-исследовательское учреждение Общества содействия развитию науки Макса Планка в Галле, Германия.
Институт проводит фундаментальные научные исследования в области физики твердого тела и материаловедения.

## История
Институт был основан в 1960 году Хайнцем Бетге как «Институт физики твердого тела и электронной микроскопии» Академии наук ГДР. В соответствии с рекомендацией Ученого совета, сделанной в 1991 году, о дальнейшем использовании части научного потенциала института, институт под руководством директора-основателя Хельмута Фишмейстера 1 января стал первым институтом Общества Макса Планка в новых землях Германии. С 1992 года институт является членом химико-физико-технической секции Общества Макса Планка. С 1992 по 1996 год Йоханнес Гейденрайх работал директором отдела института и был единственным директором отдела Общества Макса Планка, занимавшим руководящую должность учёного в бывшей ГДР. «Экспериментальный отдел I» начал работу в 1992 году и до 2015 года его возглавлял Юрген Киршнер. С 1993 года «Экспериментальный отдел II» возглавил Ульрих Гёзеле. После его смерти в 2009 году исполняющим обязанности руководителя отдела исполнял потсдамский физик Петер Фратцль . Директором теоретического отдела был Патрик Бруно с 1998 по 2007 год и Эберхард Гросс с 2009 по 2019 год. С 2014 года Стюарт Паркин является директором «Экспериментального отдела наносистем ионов, спинов и электронов». «Отдел нанофотоники, интеграции и нейронных технологий» (NINT) с 2019 года возглавляет Джойс Пун. С 2021 года Синьлян Фэн является директором «отдела синтетических материалов и функциональных устройств». Питер Грюнберг и Саджив Джон были и остаются приглашёнными научными сотрудниками института.

## Здание
Институт расположен в непосредственной близости от Института микроструктуры материалов и систем Фраунгофера, Института биохимии растений Лейбница и многочисленных научных учреждений Университета Мартина Лютера Галле-Виттенберг на кампусе Вайнберга в Галле, Германия. На этапе основания института первоначально использовались старые здания, построенные во времена ГДР, в том числе лабораторный корпус, который использовался с 1971 года специально для работы высоковольтного электронного микроскопа JEOL с ускоряющим напряжением 1 МэВ. В 1997 году было открыто новое здание института. В 2020 году было объявлено, что к 2024 году будет построено расширение за 50 миллионов евро.

## Концепция
Научно-исследовательская деятельность в первую очередь касается особенностей формирования и свойств микро- и нанотвердых структур в фундаментальных и прикладных исследованиях. Особый интерес вызывают низкоразмерные системы, такие как поверхности и интерфейсы, тонкие слои, квантовые проволоки и точки. Исследуются материалы из полупроводников, изоляторов, металлов и сегнетоэлектриков.
Совместная программа обучения «Международная исследовательская школа Макса Планка по науке и технологиям наносистем» осуществляется в сотрудничестве Университета Мартина Лютера и Института микроструктуры материалов и систем Фраунгофера. Школа предлагает докторантуру в области нанонауки и нанотехнологий.

## Внешние ссылки
- Официальный сайт
- Публикации института на сервере MPG eDoc (библиографическая информация)